# Думчино (станция)
Думчино — бывшая железнодорожная станция Московско-Курской железной дороги (между Мценском и Отрадой), а ныне — остановочный пункт Орловско-Курского центра ЦППК. Поезда дальнего следования на этой станции не останавливаются. На станции сохранилось деревянное здание вокзала, частично приспособленное под жилье. До закрытия на станции были 4 пути и две платформы, сейчас остались только платформы и пара главных путей, а также съезд и тупик, от которого отходит ветка на воинскую часть.

## Пригородное сообщение по станции
| № поезда | Маршрут движения | № поезда | Маршрут движения |
| -------- | ---------------- | -------- | ---------------- |
| 6321     | Скуратово — Орёл | 6322     | Орёл — Тула      |
| 6325     | Тула — Орёл      | 6326     | Орёл — Скуратово |
| 6323     | Мценск — Орёл    | 6324     | Орёл — Мценск    |